# José Joaquín Peñarrubia
José Joaquín Peñarrubia Agius (nacido el 23 de julio de 1950 en Lorca, Región de Murcia) es un político español. Ha ocupado distintos cargos públicos a nivel local, regional y nacional desde la época de la Transición Española hasta nuestros días. Ha sido Diputado a Cortes por Murcia, Delegado del Gobierno en la Región de Murcia y Senador electo por la provincia de Murcia. Está casado desde 1975 y tiene dos hijos.

## Carrera profesional
Ingeniero Técnico Industrial. Funcionario de Administración Local y Profesor de Instituto.

## Actividad política

### Partido Popular
Miembro de la Junta Directiva Nacional, del Comité Ejecutivo y Junta Directiva del Partido Popular de la Región de Murcia y del municipio de Lorca  desde 1979
- Presidente del PP de Lorca (1979-1983 y 1986-1990)
- Vicepresidente (1979-1983), Secretario General (1983-1987) y Portavoz (1995-1996) del Partido Popular de la Región de Murcia.

## Cargos públicos

### Ayuntamiento de Lorca
Fue Concejal y Portavoz del Grupo Popular en el Ayuntamiento de Lorca entre 1987 y 1991.

### Congreso de los Diputados
Fue Diputado a Cortes por Murcia desde 1982 hasta 1996.
En el Congreso de los Diputados fue Coordinador de Comisiones, Portavoz de Deportes, Secretario y Vicepresidente de la Comisión de Régimen de las Administraciones Públicas.

#### II Legislatura (1982-1986)
Grupo Parlamentario Popular del Congreso (GPP).

##### Actividad
Vocal de la Comisión de Educación y Cultura desde el 02/12/1982 al 23/04/1986.
Vocal de la Comisión de Régimen de las Administraciones Públicas desde el 02/12/1982 al 23/04/1986. 

#### III Legislatura (1986-1989)
Grupo Parlamentario Popular del Congreso (GPP).

##### Actividad[4]
Vocal de la Comisión de Educación y Cultura.
Secretario Segundo de la Comisión del Régimen de las Administraciones Públicas.
Fue uno de los diputados que en la III legislatura firmó la Moción de Censura contra el gobierno presidido por Felipe González.

#### IV Legislatura (1989-1993)
Grupo Parlamentario Popular del Congreso (GPP).

##### Actividad[5]
Vocal de la Comisión de Régimen de las Administraciones Públicas.
Vocal de la Comisión del Defensor del Pueblo.
Vocal de la Comisión Mixta de Relaciones con el Defensor del Pueblo.
Ponente del Proyecto de Ley de Potestades Administrativas de Espectáculos Taurinos.
Ponente de la Proposición de Ley de Regulación de Competencias de los Arquitéctos e Ingeniero Técnicos.

#### V Legislatura (1993-1996)
Grupo Parlamentario Popular del Congreso (GPP).

##### Actividad[6]
Vicepresidente Segundo de la Comisión de Régimen de las Administraciones Públicas.
Ponente de la Proposición de Ley Orgánica de Reforma del Estatuto de Autonomía de la Región de Murcia.
Ponente de la Proposición de Ley de la Autorización del Matrimonio Civil por los Alcaldes.
Ponente del Proyecto de Ley de Acceso Nacional CEE a la Función Pública.
Ponente del Proyecto de Ley de Modificación de la Ley 7/85 sobre el Padrón Municipal.
Fue uno de los diputados que presentaron una denuncia contra los antiguos responsables socialistas del Ministerio del Interior por malversación en los fondos reservados. La denuncia dio lugar a un voluminoso sumario (veinte mil folios) en el que fueron imputados (octubre de 1999) varios exaltos cargos de Interior durante la citada etapa.

#### VI Legislatura (1996-2000)
Grupo Parlamentario Popular del Congreso (GPP).

##### Actividad[8]
Vocal de la Comisión de Educación y Cultura.
Secretario Primero de la Comisión de Régimen de las Administraciones Públicas.
En esta legislatura, con fecha 21 de mayo, renunció a su escaño para asumir la Delegación del Gobierno en la Comunidad Autónoma de la Región de Murcia.

### Delegación del Gobierno en Murcia
Nombrado Delegado del Gobierno en la Comunidad Autónoma de la Región de Murcia el 17 de mayo de 1996. Cesado, a petición propia, el día 30 de enero de 2004.

### Senado
Es Senador electo por la provincia de Murcia desde el año 2004.

#### VIII Legislatura (2004-2008)
- Portavoz de Interior y de Administraciones Públicas.
- Vocal de las Comisiones de Trabajo y Asuntos Sociales; y General de las Comunidades Autónomas.
- Miembro de la Diputación Permanente.
- Vocal del Consejo de Dirección del Grupo Parlamentario Popular.

#### IX Legislatura (2008-2011)
- Portavoz del Grupo Territorial Popular de Senadores por Murcia.
- Vocal de las Comisiones de Reglamento, Administraciones Públicas, Mixta Congreso-Senado para la Unión Europea y General de las Comunidades Autónomas.
- Miembro suplente de la Diputación Permanente.
- Vocal del Consejo de Dirección del Grupo Parlamentario Popular.

#### X Legislatura (2011-2015)
- Vocal de la Comisión de Hacienda y Administraciones Públicas.[11]
- Vocal de la Comisión de Reglamento.[12]

## Otras actividades
Artículo de investigación publicado en la revista Clavis: "La Constitución de Cádiz en Lorca. Su proyección en la política local (1810-1836)".
Localización: Clavis, ISSN 1575-2305, N 7, 2012, págs. 89-163.